# 斜古丹港
斜古丹港（日语：／）或小库里尔湾（俄语：Малокурильская Бухта）是色丹岛西北海岸北部的海湾，呈突触小泡形。海拔413米的斜古丹山就在湾岸东边。该湾长1公里，宽350米，深达15米，是色丹岛和千岛群岛罕有的良港。沿岸坐落着色丹村。底部是淤泥和沙子